# Pol Morel
Pour les articles homonymes, voir Morel (patronyme).
Pol Gaston Morel, né le 5 mars 1890 à Mohon (Ardennes), et mort le 28 septembre 1915, est un footballeur international français mort pour la France.

## Biographie
Pol Morel commence le football au patronage de l'AS Gros Caillou avant de rejoindre le Red Star. Instituteur, son poste de prédilection est ailier droit. La sélection nationale se renforce, en 1911, par des joueurs issus de grands clubs parisiens comme le Red Star. Sociétaire de celui-ci, Pol fut deux fois de la fête mais l'attaquant, muet en ces deux circonstances, ne connut pas l'honneur d'une troisième sélection.
Lieutenant du 44e bataillon de chasseurs à pied lors de la Première Guerre mondiale, il meurt au combat le 28 septembre 1915 au Grand Servins.

## Clubs successifs
- Red Star

## Palmarès
Il compte deux sélections en équipe de France de football, 
- France-Hongrie au stade du C.A.P à Charentonneau
- France-Angleterre amateur au Stade de Paris à Saint-Ouen en 1911